# Mostova čez Ljubljanico na avtocesti A1/A2
Mostova čez Ljubljanico ležita na trasi avtoceste A1 (in A2, ki imata na tem odseku skupen potek) ter tudi v trasi evropske ceste E 70 Trst-Ljubljana-Zagreb. Avtocesta v tem delu predstavlja južno ljubljansko obvoznico. Pod obema mostovoma sta poleg Ljubljanice tudi obojestranski poljski poti namenjeni dostopu do parcel.
Mostova sta bila predana prometu leta 1988. Projekt je izdelal GIP GRADIS Biro za projektiranje Maribor, izvajalec gradbenih del je bil GIP GRADIS.
Prekladna konstrukcija so montažni armiranobetonski prednapeti škatlasti nosilci preko šestih polj razpetine 24,5 + 25,0 + 33,0 + 25,0 + 25,0 + 24,5 m. V celoti je dolžina 158,20 m. Kot križanja je 83 º. Voziščna plošča je armiranobetonska debeline 20 cm. Vsak od mostov ima širino vozišča 11,20 m (2 vozna pasova po 3,75 m in odstavni pas 3,0 m ter robne črte) in vzdrževalna hodnika širine 1,90 m in 1,35 m. Objekta sta temeljena na prefabriciranih armiranobetonskih kolih (piloti) zabitih do globine približno 30 m. Pod objektom poteka plinovod.
Avtocesta je zgrajena kot štiripasovnica z vmesnim ločilnim pasom in dvema odstavnima pasovoma. Gradnja nasipov na barjanskih tleh je bila zahtevna. S prvimi deli so začeli v letu 1979 s poizkusnim predobremenilnim nasipom od Rakove Jelše do Ljubljanice. Kasneje so se gradili nasipi z materialom na netipičnem barju, izkopanim na severni obvozni cesti. Z normalnimi gradbenimi deli se je pričelo ob koncu maja 1985, zaključek del pa je bil 28. oktobra 1988.